# Nastri d'argento 2022
Els Nastri d'argento 2022 foren la 77a edició de l'entrega dels premis Nastro d'Argento (Cinta de plata) que va tenir lloc el 20 de juny de 2022. Van tenir lloc al MAXXI - Museo nazionale delle arti del XXI secolo de Roma. Fou retransmesa per la Rai i presentada per Laura Delli Colli.

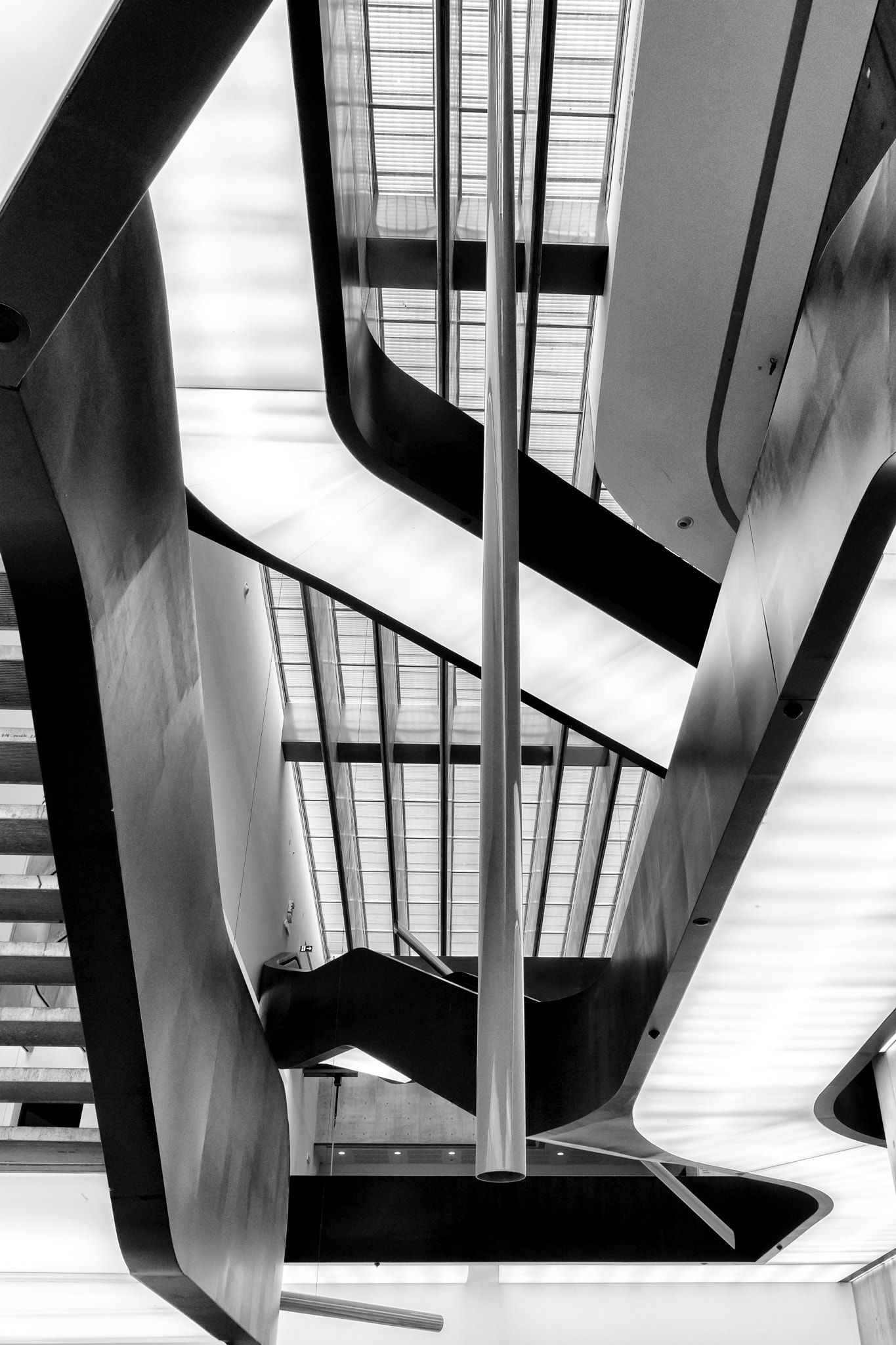
La cerimònia es va celebrar al MAXXI - Museo nazionale delle arti del XXI secolo de Roma

Les candidatures foren anunciades el divendres 3 de juny de 2022.

## Guanyadors i candidats
Els guanyadors s'indiquen en  'negreta' , seguits de la resta de candidats.

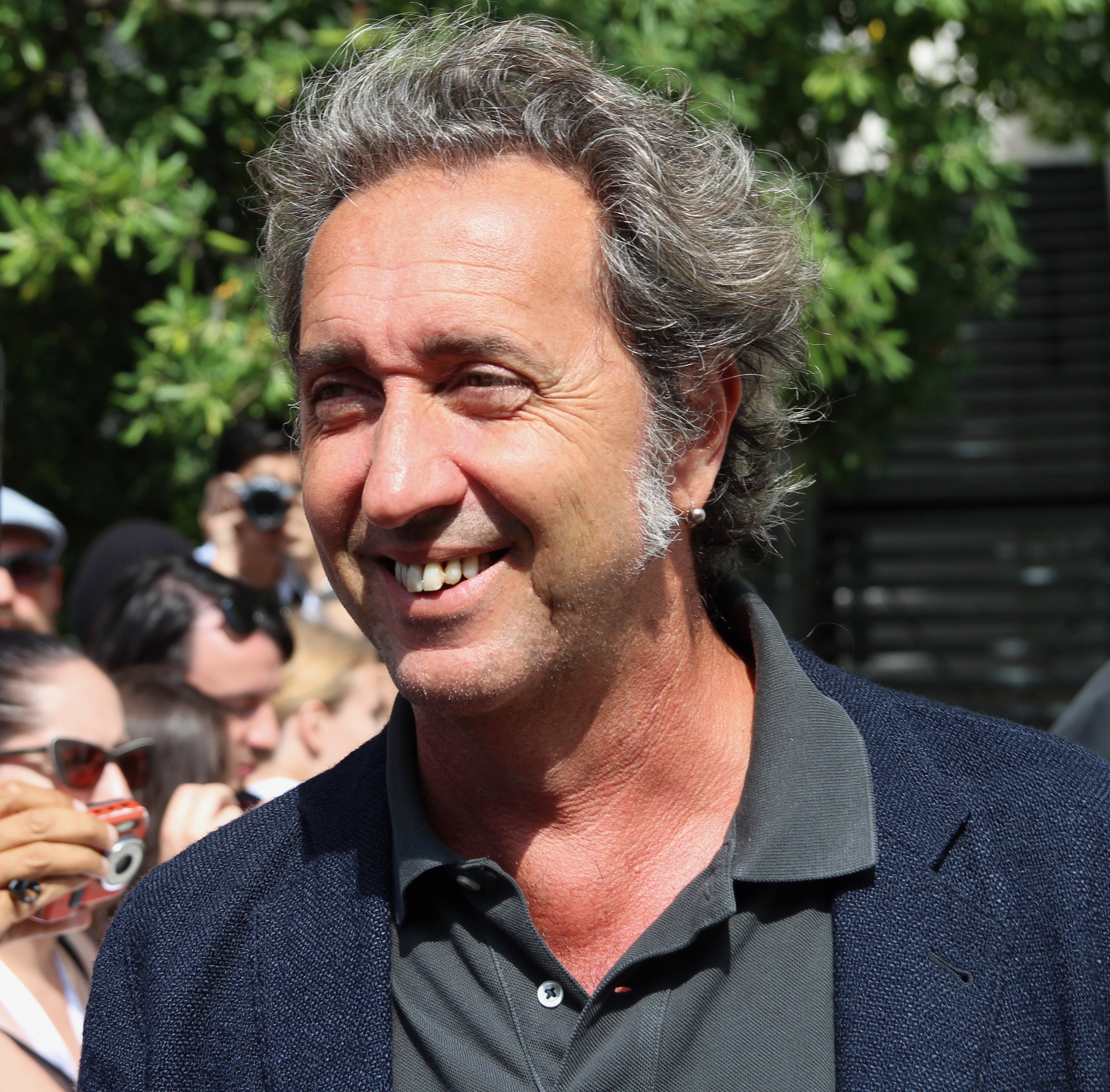
Paolo Sorrentino, millor pel·lícula

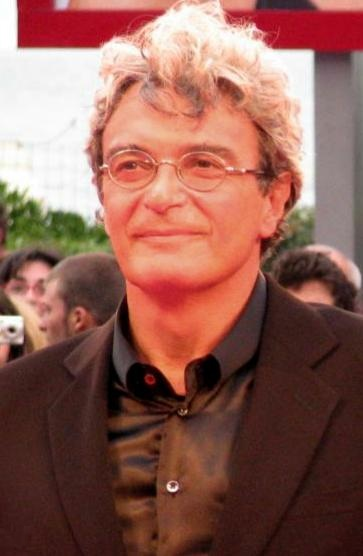
Mario Martone, millor director

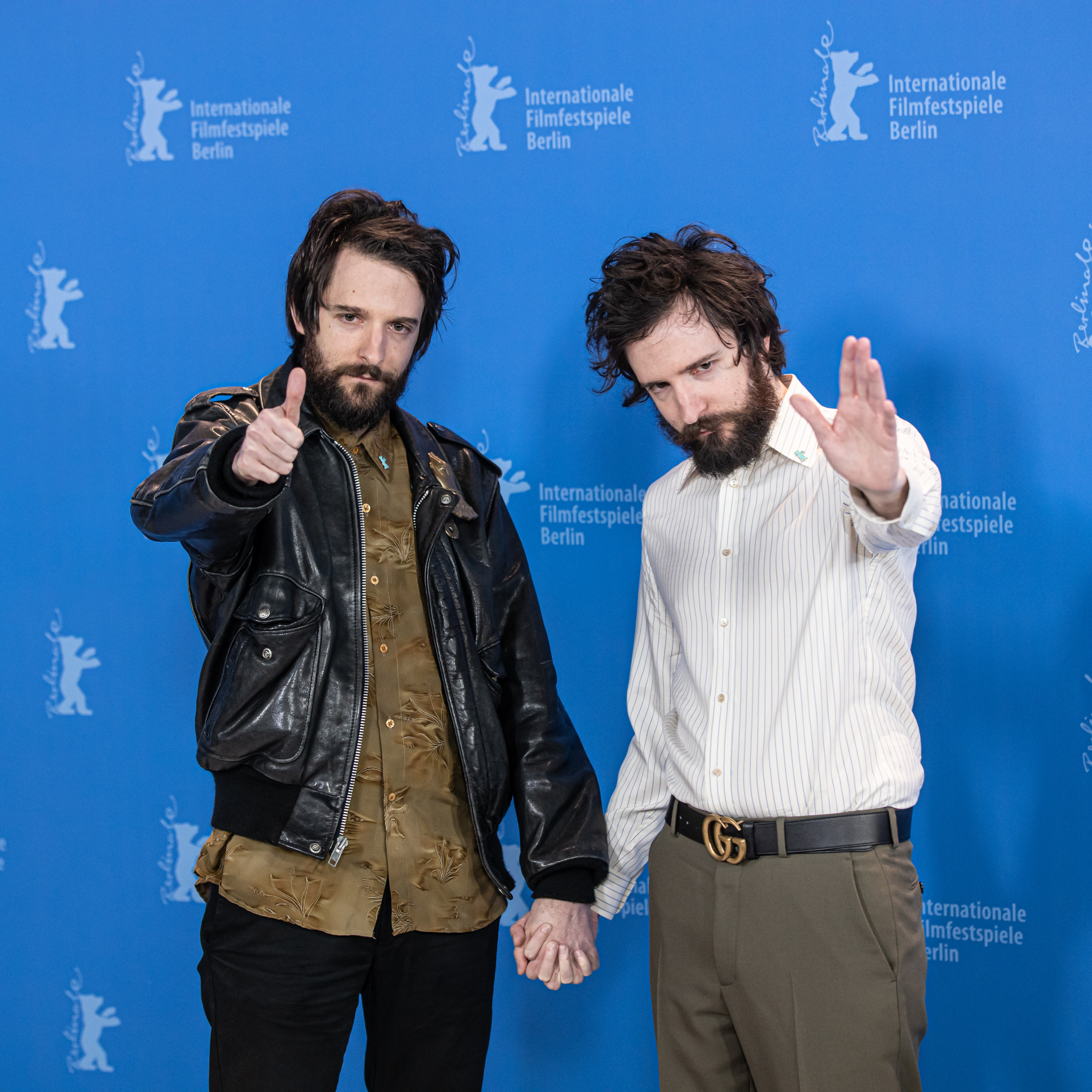
Damiano i Fabio_D'Innozenzo, millor guió

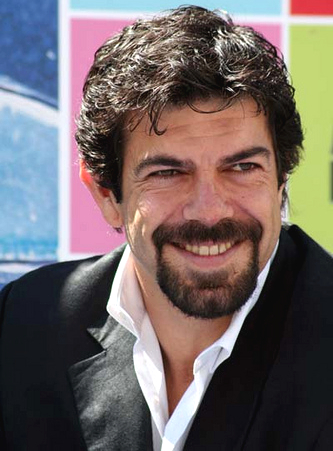
Pierfrancesco Favino, millor actor protagonista

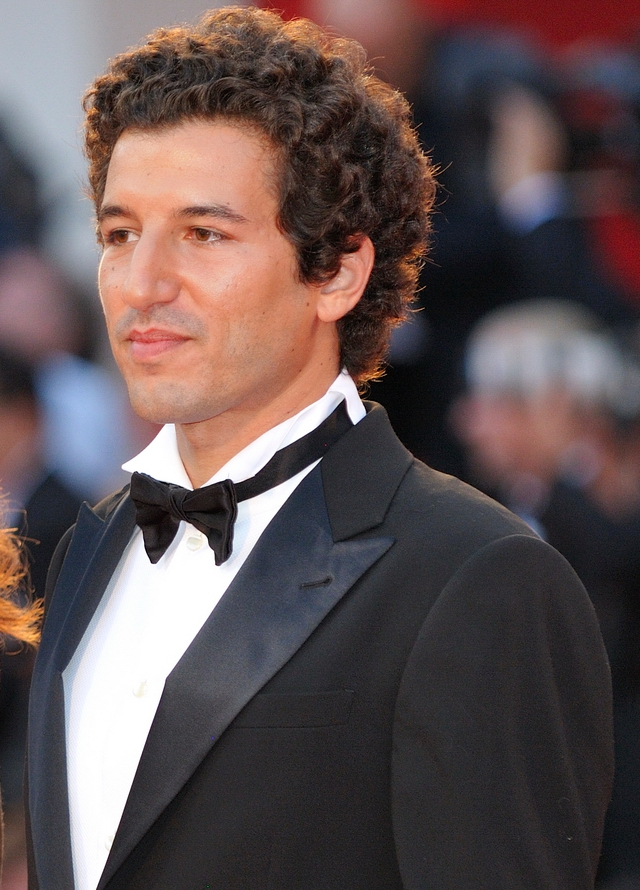
Francesco Scianna, millor actor de comèdia

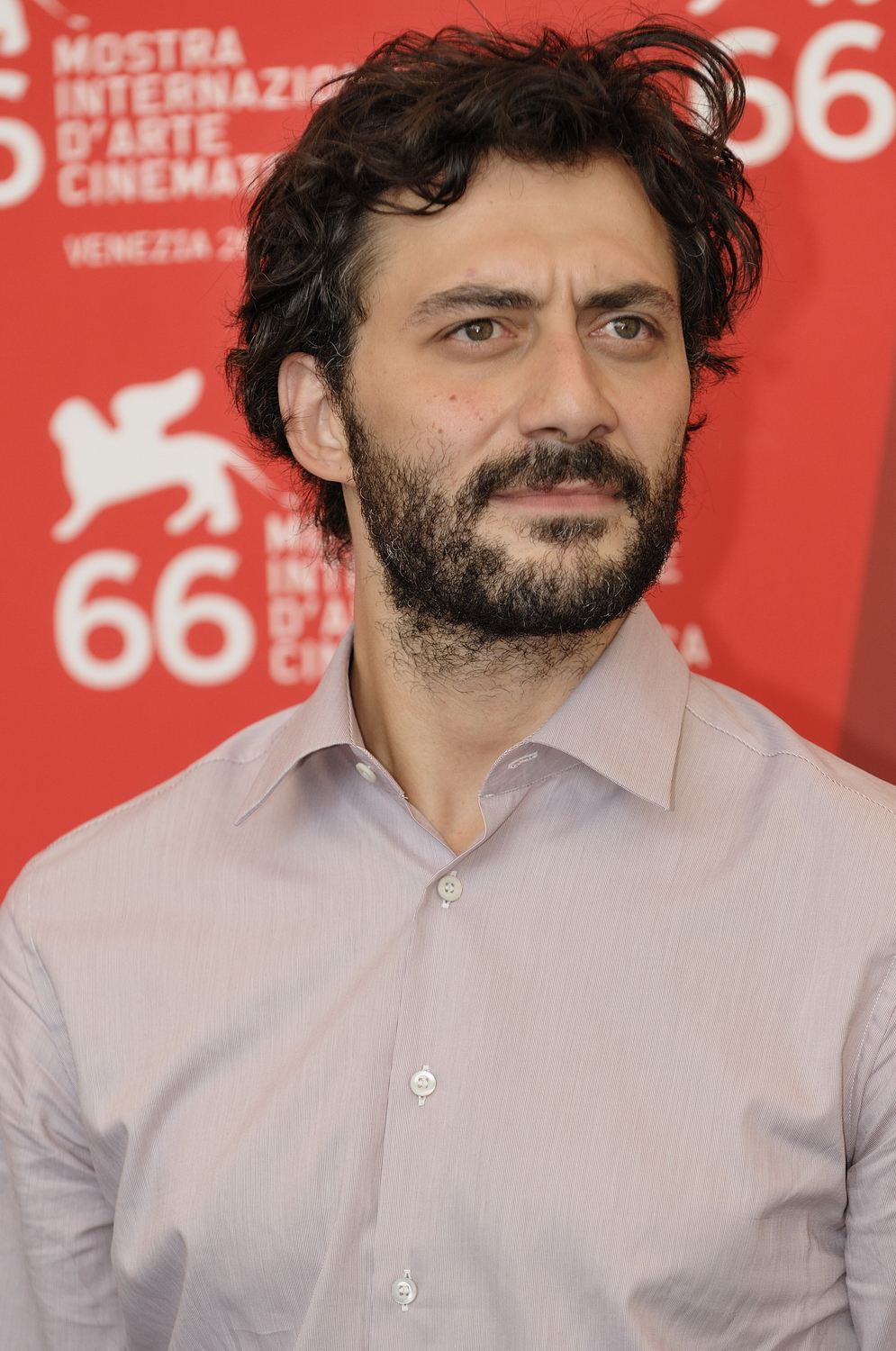
Filippo Timi, millor actor de comèdia

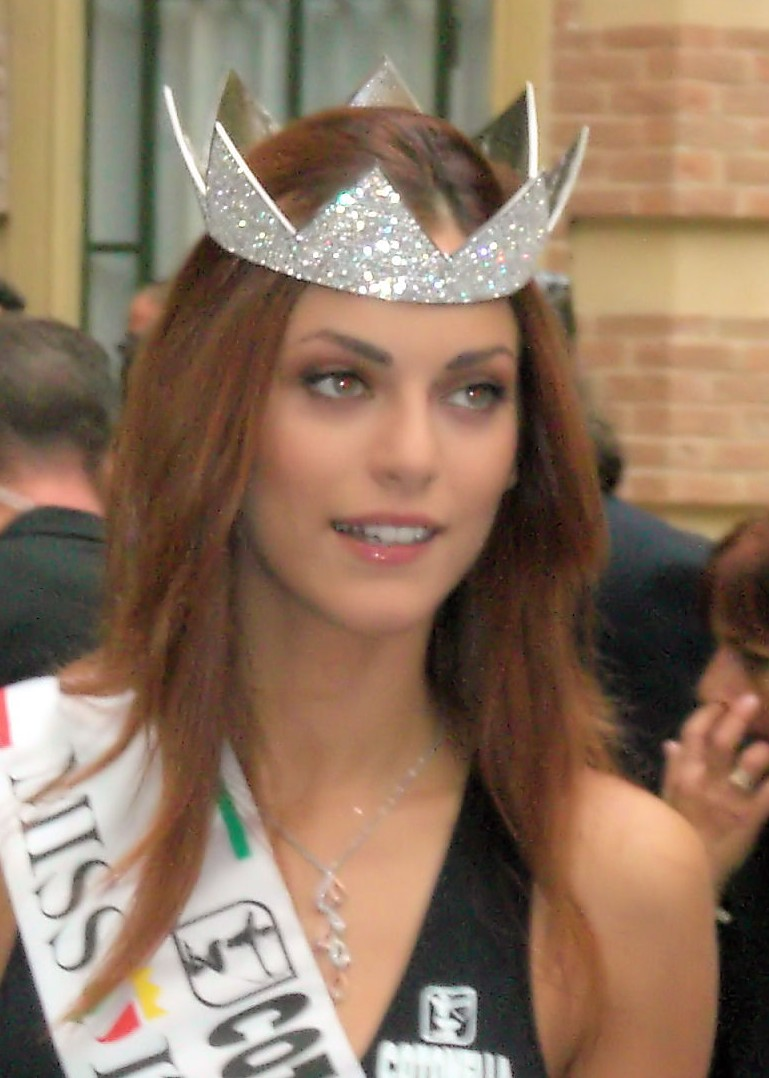
Miriam Leone, millor actriu de comèdia

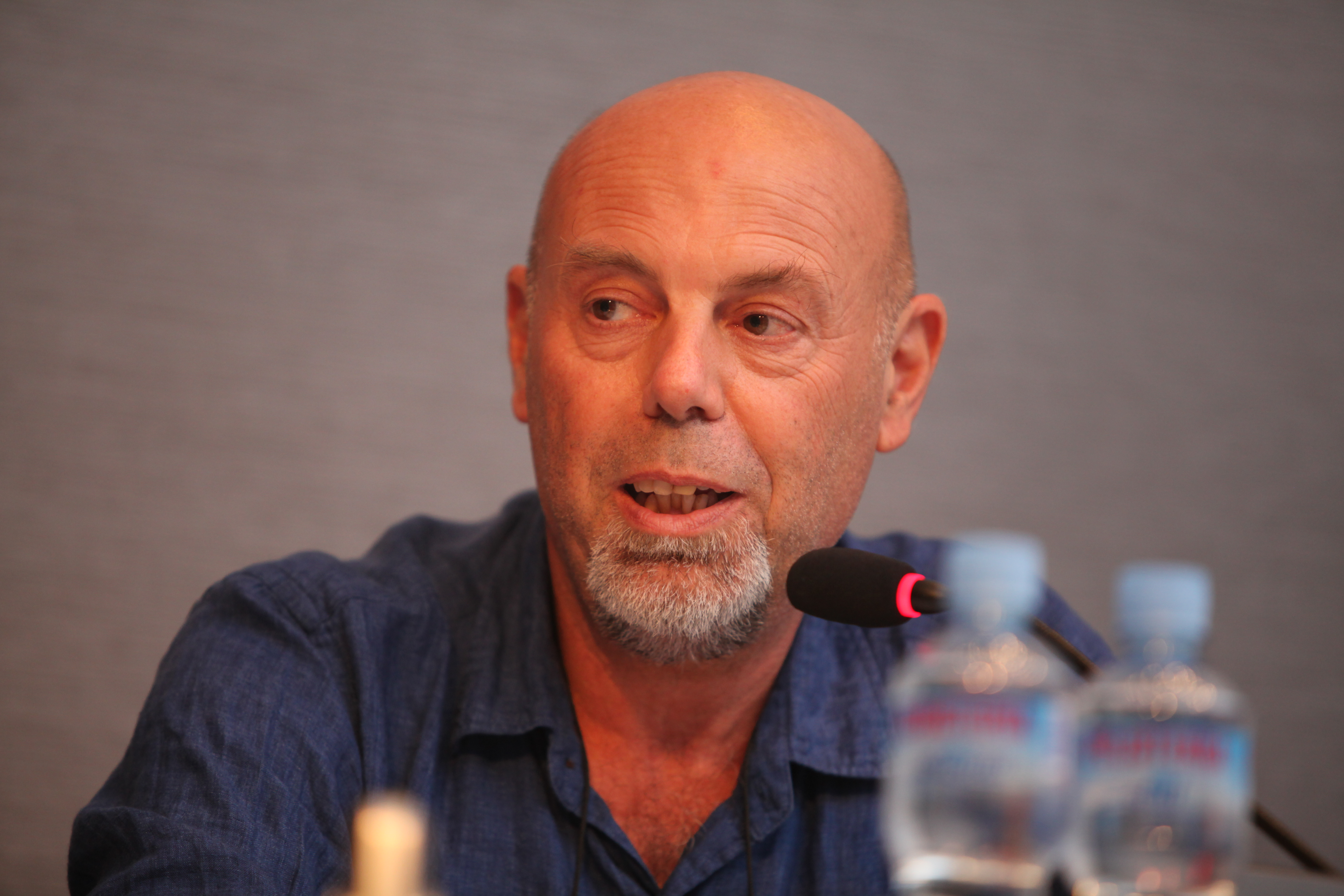
Luca Bigazzi, millor fotografia

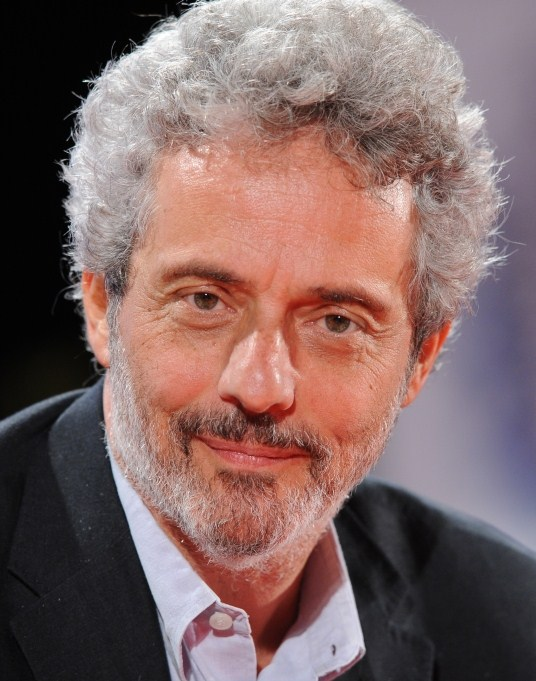
Nicola Piovani, millor banda sonora

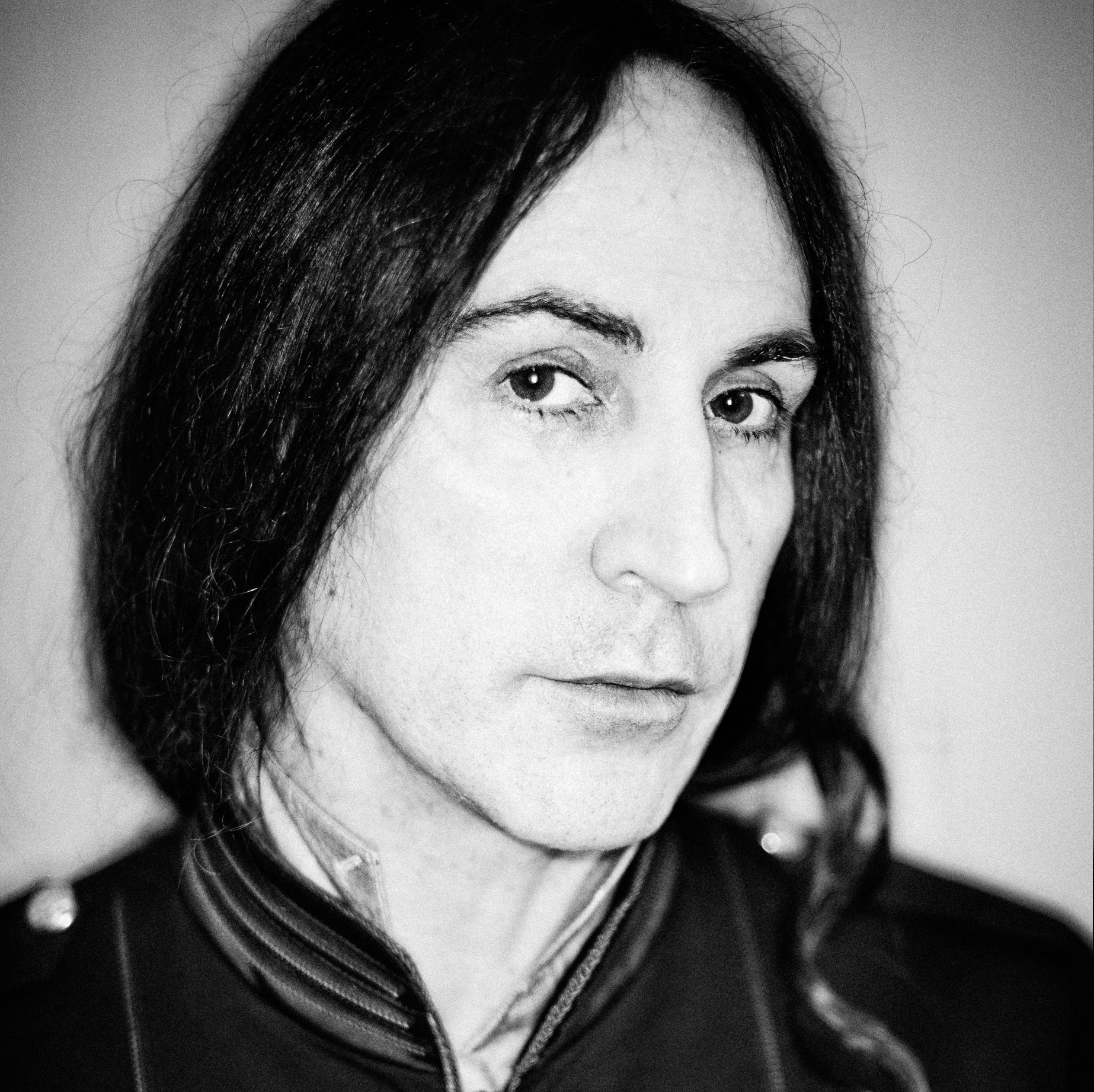
Manuel Agnelli, millor cançó

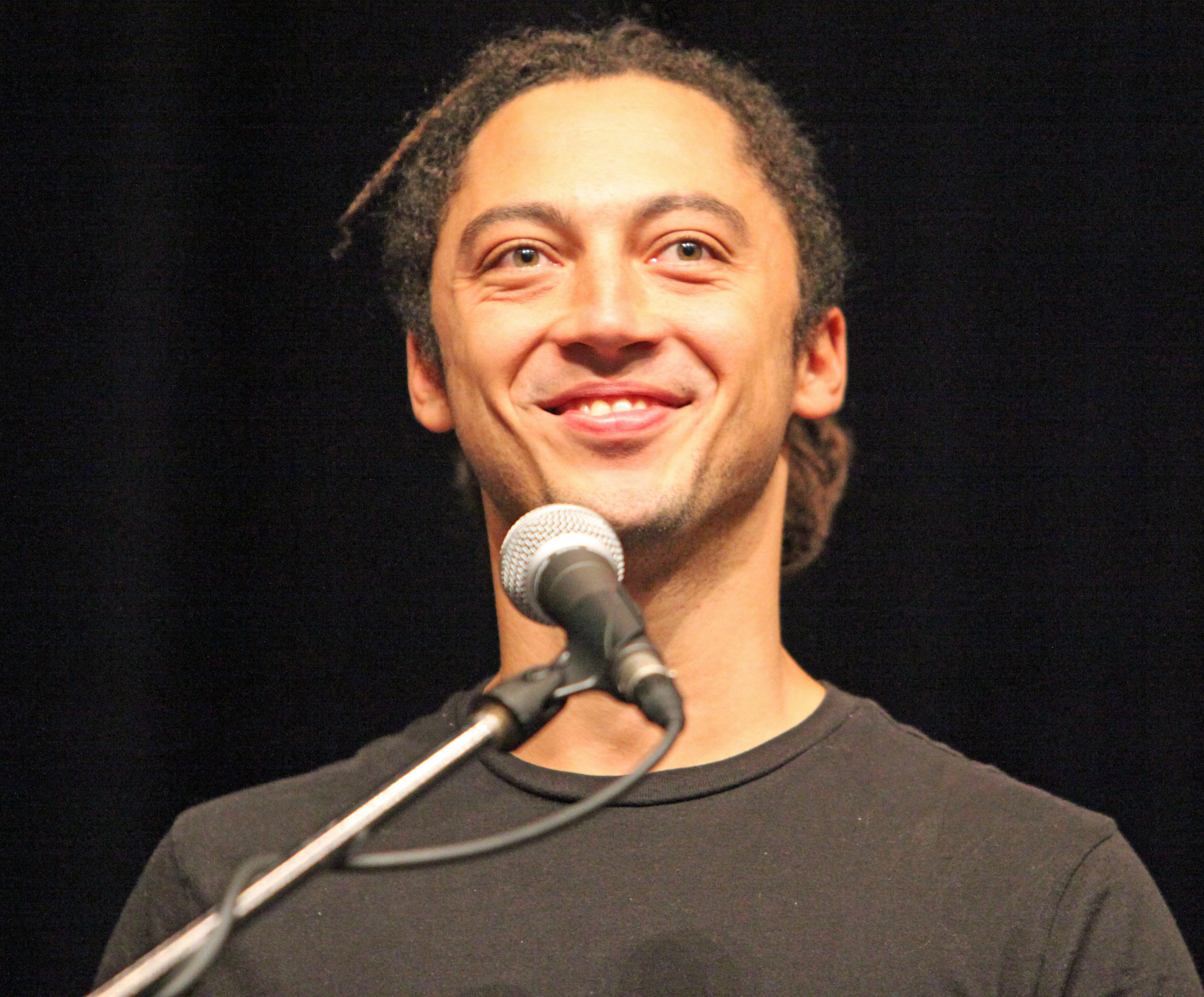
Jonas Carpignano, premi especial

### Millor pel·lícula
- È stata la mano di Dio, dirigida per Paolo Sorrentino
- Ariaferma, dirigida per Leonardo Di Costanzo
- Freaks Out, dirigida per Gabriele Mainetti
- Nostalgia, dirigida per Mario Martone
- Qui rido io, dirigida per Mario Martone

### Millor director
- Mario Martone – Nostalgia i Qui rido io
- Leonardo Di Costanzo – Ariaferma
- Michelangelo Frammartino – Il Buco
- Gabriele Mainetti – Freaks Out
- Sergio Rubini – I Fratelli De Filippo
- Paolo Sorrentino – È stata la mano di Dio
- Paolo Taviani – Leonora Addio

### Millor director novell
- Giulia Louise Steigerwalt – Settembre
- Alessandro Celli – Mondocane
- Francesco Costabile – Una femmina
- Hleb Papou – Il legionario
- Laura Samani – Piccolo corpo

### Millor pel·lícula de comèdia
- Come un gatto in tangenziale - Ritorno a Coccia di Morto, dirigida per Riccardo Milani (ex-aequo)
- Corro da te, dirigida per Riccardo Milani (ex-aequo)
- Belli ciao, dirigida per Gennaro Nunziante
- Giulia, dirigida per Ciro De Caro
- La cena perfetta, dirigida per Davide Minella
- Settembre, dirigida per Giulia Louise Steigerwalt

### Millor argument
- America Latina – Damiano i Fabio D'Innocenzo
- Il filo invisibile – Marco Simon Puccioni
- Il materiale emotivo – Ettore Scola, Ivo Milazzo, Furio Scarpelli
- La tana – Beatrice Baldacci
- Re Granchio – Alessio Rigo de Righi, Matteo Zoppis, Tommaso Bertani, Carlo Lavagna

### Millor guió
- Nostalgia e Qui rido io – Mario Martone, Ippolita di Majo
- Ariaferma – Leonardo Di Costanzo, Bruno Oliviero, Valia Santella
- È stata la mano di Dio – Paolo Sorrentino
- Il silenzio grande – Andrea Ozza, Maurizio De Giovanni, Alessandro Gassmann
- L’Arminuta – Monica Zapelli, Donatella Di Pietrantonio

### Millor actor protagonista
- Pierfrancesco Favino – Nostalgia (ex-aequo)
- Silvio Orlando – Ariaferma i Il bambino nascosto (ex-aequo)
- Andrea Carpenzano – Calcinculo i Lovely Boy
- Massimiliano Gallo – Il silenzio grande
- Elio Germano – America Latina
- Toni Servillo – Ariaferma i Qui rido io

### Millor actriu protagonista
- Teresa Saponangelo – È stata la mano di Dio
- Claudia Gerini – Mancino naturale
- Aurora Giovinazzo – Freaks Out
- Miriam Leone – Diabolik
- Benedetta Porcaroli – La scuola cattolica i L'ombra del giorno
- Kasia Smutniak – 3/19

### Millor actor no protagonista
- Francesco Di Leva i Tommaso Ragno – Nostalgia
- Pietro Castellitto – Freaks Out
- Fabrizio Ferracane – Ariaferma, L'Arminuta, Una femmina
- Lino Musella – Il bambino nascosto, Qui rido io, L'ombra del giorno
- Mario Autore e Domenico Pinelli – I fratelli De Filippo

### Millor actriu no protagonista
- Luisa Ranieri – È stata la mano di Dio
- Marina Confalone – Il silenzio grande
- Vanessa Scalera – L'Arminuta
- Aurora Quattrocchi – Nostalgia
- Anna Ferraioli Ravel – I fratelli De Filippo

### Millor actor en una pel·lícula de comèdia
- Francesco Scianna e Filippo Timi – Il filo invisibile
- Fabrizio Bentivoglio – Settembre
- Salvatore Esposito – La cena perfetta
- Pierfrancesco Favino – Corro da te
- Gianfelice Imparato – Querido Fidel

### Millor actriu en una pel·lícula de comèdia
- Miriam Leone – Corro da te
- Sonia Bergamasco – Come un gatto in tangenziale - Ritorno a Coccia di Morto
- Rosa palasciano – Giulia
- Greta Scarano – La cena perfetta
- Barbara Ronchi – Settembre

### Millor fotografia
- Daria D'Antonio – È stata la mano di Dio (ex-aequo)
- Luca Bigazzi – Ariaferma * Francesca Amitrano - Diabolik
- Paolo Carnera - Leonora addio i Nostalgia
- Michele D'Attanasio - Freaks Out

### Millor escenografia
- Massimiliano Sturiale – Freaks Out i Il materiale emotivo
- Isabella Angelini - L'ombra del giorno
- Carmine Guarino - È stata la mano di Dio
- Noemi Marchica - Diabolik
- Giancarlo Muselli, Carlo Rescigno - Qui rido io

### Millor vestuari
- Mary Montallo – Freaks Out
- Ginevra De Carolis - Diabolik
- Maurizio Millenotti - I fratelli De Filippo
- Ursula Patzak - Qui rido io
- Mariano Tufano - È stata la mano di Dio

### Millor muntatge
- Francesco Di Stefano – Freaks Out
- Carlotta Cristiani - Ariaferma
- Federico Maria Maneschi - Diabolik
- Jacopo Quadri - Nostalgia i Qui rido io
- Cristiano Travaglioli - È stata la mano di Dio

### Millor so en directe
- Il buco

### Millor banda sonora
- Nicola Piovani – Leonora addio i I fratelli De Filippo
- Michele Braga i Gabriele Mainetti - Freaks Out
- Lele Marchitelli - È stata la mano di Dio
- Pivio e Aldo De Scalzi - Diabolik i Il silenzio grande
- Pasquale Scialò - Ariaferma

### Millor cançó
- La profondità degli abissi (lletra i interpretació de Manuel Agnelli) – Diabolik
- Sei tu (música de Fabrizio Moro i Roberto Cardelli, lletra i interpretació de Fabrizio Moro) - Ghiaccio Ghiaccio
- Sulle nuvole (música, lletra i interpretació de Tommaso Paradiso) -
- Nei tuoi occhi (música de Francesca Michielin i Andrea Farri, lletra i interpretació de Francesca Michielin) - Marilyn ha gli occhi neri
- Just You (música i lletra de Giuliano Taviani i Carmelo Travia, interpretada per Marianna Travia) - L'arminuta

### Pel·lícula de l'any
- Marx può aspettare, dirigida per Marco Bellocchio

### Premi especial
Nastro d'argento speciale
- Jonas Carpignano per A Chiara
- Edoardo Leo per Luigi Proietti detto Gigi

## Nastri d'argento - Grandi Serie
Els guanyadors s'indiquen en negreta, seguits de la resta de candidats.

### Millor sèrie de televisió
- A casa tutti bene - La serie, dirigida per Gabriele Muccino (ex-aequo)
- Le fate ignoranti - La serie, dirigida per Ferzan Özpetek i Gianluca Mazzella (ex-aequo)
- Bang Bang Baby, dirigida per Michele Alhaique, Margherita Ferri i Giuseppe Bonito
- Christian, dirigida per Stefano Lodovichi i Roberto Cinardi
- Diavoli, dirigida per Nick Hurran i Jan Maria Michelini
- Gomorra - La serie, dirigida per Marco D'Amore i Claudio Cupellini
- Incastrati, dirigida per Ficarra e Picone
- L'amica geniale, dirigida per Daniele Luchetti
- Il cacciatore, dirigida per Davide Marengo i Fabio Paladini
- Il re, dirigida per Giuseppe Gagliardi
- Monterossi, dirigida per Roan Johnson
- Vita da Carlo, dirigida per Carlo Verdone i Arnaldo Catinari

### Millor sèrie de televisió – Crim
- I bastardi di Pizzofalcone, dirigida per Monica Vullo
- L'ispettore Coliandro, dirigida per Milena Cocozza i Manetti Bros.
- Nero a metà, dirigida per Claudio Amendola i Enrico Rosati
- Rocco Schiavone, dirigida per Simone Spada
- Vostro onore, dirigida per Alessandro Casale

### Millor sèrie de televisió - Dramedy
- Doc - Nelle tue mani, dirigida per Beniamino Catena i Giacomo Martelli
- Blanca, dirigida per Jan Maria Michelini i Giacomo Martelli
- Chiamami ancora amore, dirigida per Gianluca Maria Tavarelli
- Speravo de morì prima, dirigida per Luca Ribuoli
- La Compagnia del Cigno, dirigida per Ivan Cotroneo

### Millor sèrie de televisió - Comèdia
- Bangla - La Serie, dirigida per Emanuele Scaringi i Phaim Bhuiyan
- I delitti del BarLume, dirigida per Roan Johnson
- Tutta colpa di Freud - La serie, dirigida per Rolando Ravello

### Millor telefilm
- Sabato, domenica e lunedì, dirigida per Edoardo De Angelis (ex-aequo)
- Yara, dirigida per Pietro Valsecchi i Camilla Nesbitt (ex-aequo)
- Crazy for Football - Matti per il calcio, dirigida per Volfango De Biasi
- Non ti pago, dirigida per Edoardo De Angelis

### Millor actriu protagonista
- Maria Chiara Giannetta - Blanca
- Cristiana Capotondi - Le fate ignoranti - La serie
- Laura Morante - A casa tutti bene - La serie
- Dora Romano - Bang Bang Baby
- Greta Scarano - Chiamami ancora amore

### Millor actor protagonista
- Luca Argentero - Doc - Nelle tue mani
- Fabrizio Bentivoglio - Monterossi
- Edoardo Pesce - Christian
- Francesco Scianna - A casa tutti bene - La serie
- Luca Zingaretti - Il re

### Millor actriu no protagonista
- Ambra Angiolini i Anna Ferzetti - Le fate ignoranti - La serie (ex-aequo)
- Monica Guerritore - Vita da Carlo, Speravo de morì prima (ex-aequo)
- Silvia D'Amico - Christian
- Lucia Mascino - I delitti del BarLume
- Isabella Ragonese - Il re

### Millor actor no protagonista
- Eduardo Scarpetta - L'amica geniale (ex-aequo)
- Max Tortora - Tutta colpa di Freud - La serie, Vita da Carlo (ex-aequo)
- Valerio Aprea - A casa tutti bene - La serie
- Francesco Colella - Christian
- Pietro Sermonti - Bangla - La Serie

### Premis especials

#### Nastro de l'any per la sèrie més innovadora
- Strappare lungo i bordi, dirigida per Zerocalcare

#### Nastro Especial Original
- Carlo Verdone - Vita da Carlo

#### Nastro d'argento especial
- Lisa Nur Sultan, Barbora Bobuľová, Lunetta Savino, Miriam Dalmazio, Marina Occhionero i Carla Signoris - Studio Battaglia

#### Millor director novell
- Domenico Procacci

## Corti d'Argento
Ficció
- Destinata coniugi Lo Giglio, de Nicola Prosatore
- God dress you, de Mattia Epifani
- Inchei, de Federico Demattè
- Notte romana, de Valerio Ferrara
- The Nightwalk, de Adriano Valerio

Animació
- Dreamland, de Gianluigi Toccafondo
- Da ogni alba, de Simone Massi
- Flumina, de Antonello Matarazzo
- La cattiva novella, de Fulvio Risuleo
- Maestrale, de Nico Bonomolo

Premi especial
- Preghiera della sera – Diario di una passeggiata, de Giuseppe Piccioni